# Gwydir Castle
Gwydir Castle (walesiska: Castell Gwydir) är ett slott i Storbritannien.   Det ligger i kommunen Conwy och riksdelen Wales, i den södra delen av landet, 300 km nordväst om huvudstaden London. Gwydir Castle ligger 27 meter över havet.
Terrängen runt Gwydir Castle är huvudsakligen kuperad, men åt nordost är den platt. Gwydir Castle ligger nere i en dal som går i nord-sydlig riktning. Runt Gwydir Castle är det ganska tätbefolkat, med 60 invånare per kvadratkilometer. Närmaste större samhälle är Colwyn Bay, 18,6 km norr om Gwydir Castle. Trakten runt Gwydir Castle består i huvudsak av gräsmarker.